# Les Vies de Loulou
 (janvier 2012).
Si vous disposez d'ouvrages ou d'articles de référence ou si vous connaissez des sites web de qualité traitant du thème abordé ici, merci de compléter l'article en donnant les références utiles à sa vérifiabilité et en les liant à la section « Notes et références ».
Pour l’article homonyme, voir Les Vies de Loulou (film, 1990).
Les Vies de Loulou est un roman érotique espagnol d'Almudena Grandes paru en 1990 aux éditions Albin Michel dans sa traduction française.
Il a été porté à l'écran par Bigas Luna.
Le film raconte la lente descente en enfer d'une jeune femme désireuse de plaire à son amour qui l'épouse. Lors d'excursions amoureuses ils font la connaissance d'un transsexuel. Il devient leur complice.
Pour essayer de trouver toujours plus de plaisirs sexuels le mari propose à son frère de prendre Loulou sans la prévenir en lui mettant un bandeau sur les yeux et en lui parlant pour lui faire croire que c'est lui qui lui procure son plaisir. La révélation de la supercherie offense gravement Loulou.
Loulou se fâche et se sépare de son mari. La déprime et le désespoir envahissent la jeune femme qui cherche les rapports sexuels de plus en plus sordides jusqu'à mettre sa vie en péril.
L'ami transsexuel apprend que sa copine est en danger et prévient le mari pour essayer de la sauver.
La police intervient in extremis. 
Le mari pris de remords essaye de reprendre en main sa femme.
Le film érotique est interdit en salle au moins de 16 ans.